# Camblesforth
Camblesforth is een civil parish in het bestuurlijke gebied Selby, in het Engelse graafschap North Yorkshire met 1568 inwoners.